# Гутницкое
Гутницкое (укр. Гутницьке) — село,
Штеповский сельский совет,
Лебединский район,
Сумская область,
Украина.
Население по переписи 2001 года составляло 28 человек.

## Географическое положение
Село Гутницкое находится в 3,5 км от левого берега реки Сула.
На расстоянии в 1 км расположено село Болотышино (Белопольский район), в 3-х км — село Штеповка.
По селу протекает пересыхающий ручей с запрудой.
Рядом проходит автомобильная дорога Н-07.